# Stazione di Pratissolo
La stazione di Pratissolo è una fermata ferroviaria della ferrovia Reggio Emilia-Sassuolo, a servizio della frazione Pratissolo di Scandiano. È gestita dalle Ferrovie Emilia-Romagna (FER).

Panorama della stazione

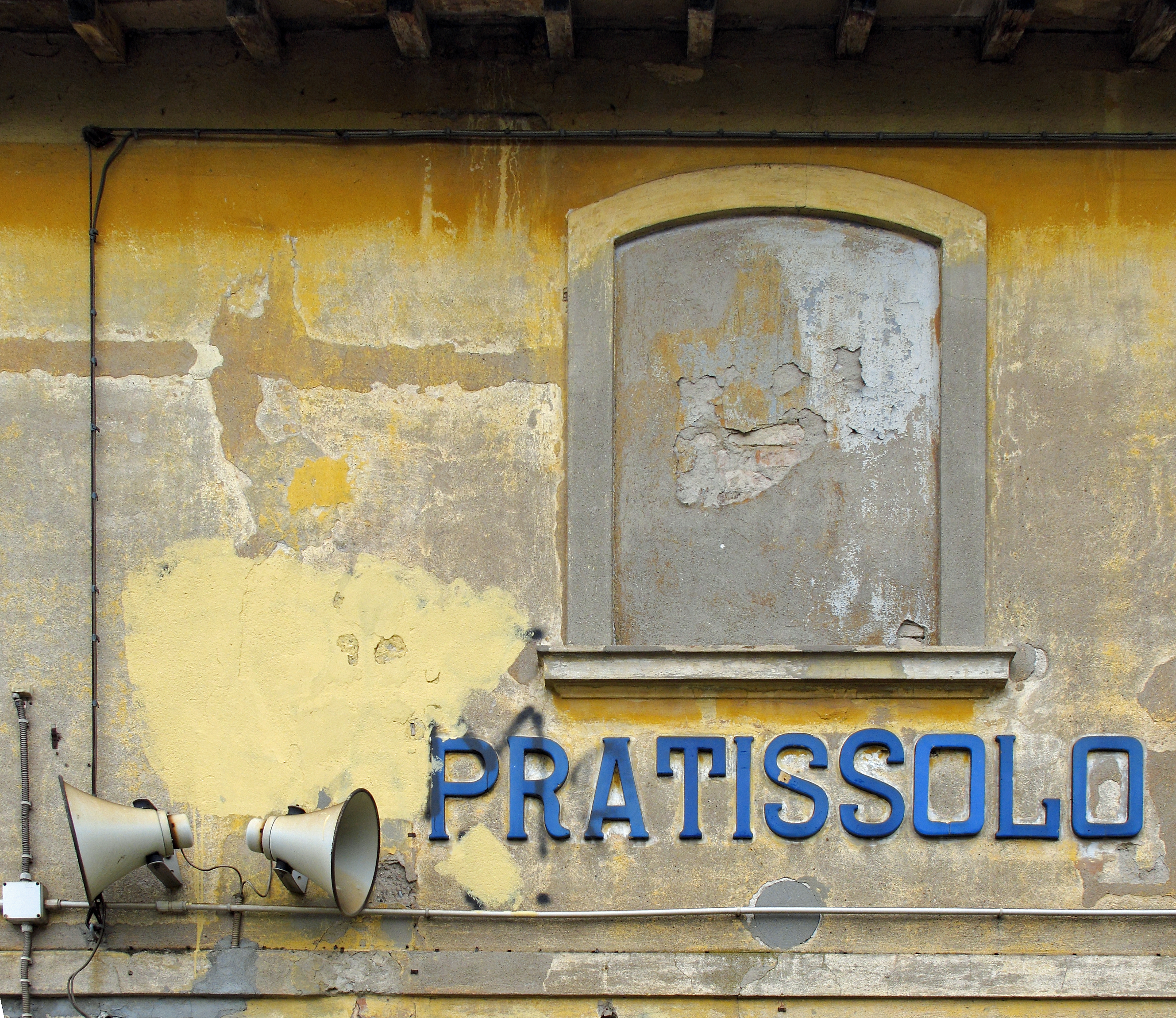
Dettaglio del fabbricato viaggiatori

## Strutture e impianti
La fermata è dotata di un unico binario, servito da un marciapiede basso (25 cm). Non sono presenti sottopassi.
Il sistema di informazioni ai viaggiatori è esclusivamente sonoro, senza tabelloni video di stazione.

## Movimento
La stazione è servita da treni regionali sulla tratta Reggio Emilia-Sassuolo, con undici corse quotidiane tra i due capolinea. I treni sono svolti da Trenitalia Tper nell'ambito del contratto di servizio stipulato con la regione Emilia-Romagna.
A novembre 2019, la stazione risultava frequentata da un traffico giornaliero medio di circa 98 persone (45 saliti + 53 discesi).